# Barrage de García de Sola
Le barrage de García de Sola est un barrage situé en Espagne, plus précisément dans la région d'Estrémadure, près de Talarrubias, Badajoz. Il a été construit en 1962 dans le cadre du Plan Badajoz, dans lequel plusieurs réservoirs ont été construits dans la région afin de stocker l'eau pour l'irrigation de la province de Badajoz ; il dispose d'une centrale hydroélectrique située au pied du barrage. À quelques mètres du réservoir se trouve le village de García de Sola ou Puerto Peña, où certains des travailleurs de la Confederación ont leur propre maison.
Ce barrage comporte sept vannes et stocke l'eau du fleuve Guadiana.

## Environnement naturel

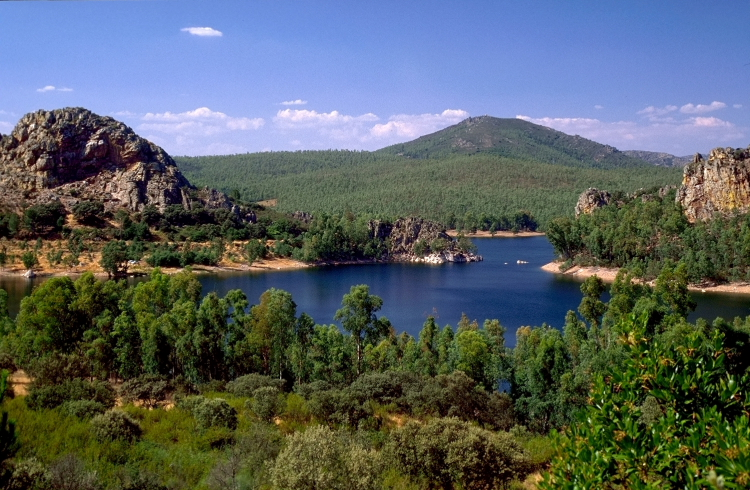
Environnement naturel dans lequel se trouve le barrage.

Le barrage est situé entre de grandes formations rocheuses et une végétation dense composée de forêt méditerranéenne, de pins et d'eucalyptus.
Il y a plusieurs espèces d'oiseaux, comme le vautour fauve, le vautour noir, la cigogne noire, l'aigle royal, l'aigle de Bonelli, l'aigle botté, le faucon pèlerin, l'autour, la crécerelle.
Dans ses eaux coexistent le brochet (parfois de grande taille), le black-bass, la perche, le barbeau et la carpe.